# Richard Hodges (arqueólogo)
Richard Hodges (nascido em 29 de setembro de 1952) é um arqueólogo britânico e ex-presidente da Universidade Americana de Roma. Um ex-professor e diretor do Instituto de Arqueologia Mundial da Universidade de East Anglia (1996–2007), Hodges também é o ex-Diretor Williams do Museu de Arqueologia e Antropologia da Universidade da Pensilvânia na Filadélfia (outubro de 2007-2012).